# Астрампсих
Астрампсих (греч. Άστραμψύχος, время жизни неизвестно, предположительно жил между IV и I вв. до н. э., Древний Египет или Персия) — по представлениям древних авторов был магом, жившим в Персии до завоевания Александром Македонским, или египетским мудрецом, служившим одному из царей Птолемеев. Ему приписывается большое количество сохранившихся до нашего времени сочинений.

## Биография
Время жизни Астрампсиха неизвестно. Он идентифицировался древними авторами как маг, который жил в Персии перед завоеванием её Александром Македонским, или египетский мудрец, служивший некоему царю из династии Птолемеев. Упоминание имени Астрампсиха присутствует в книге Диогена Лаэртского «О жизни, учениях и изречениях знаменитых философов». Ревило Пендлтон Оливер, профессор Иллинойсского университета в Урбане-Шампейне, переводил его имя с греческого языка как «живая звезда» или «воплощённая звезда». Он предполагал, что читатели-современники воспринимали это имя как изменённое имя Зороастра.

## Сочинения

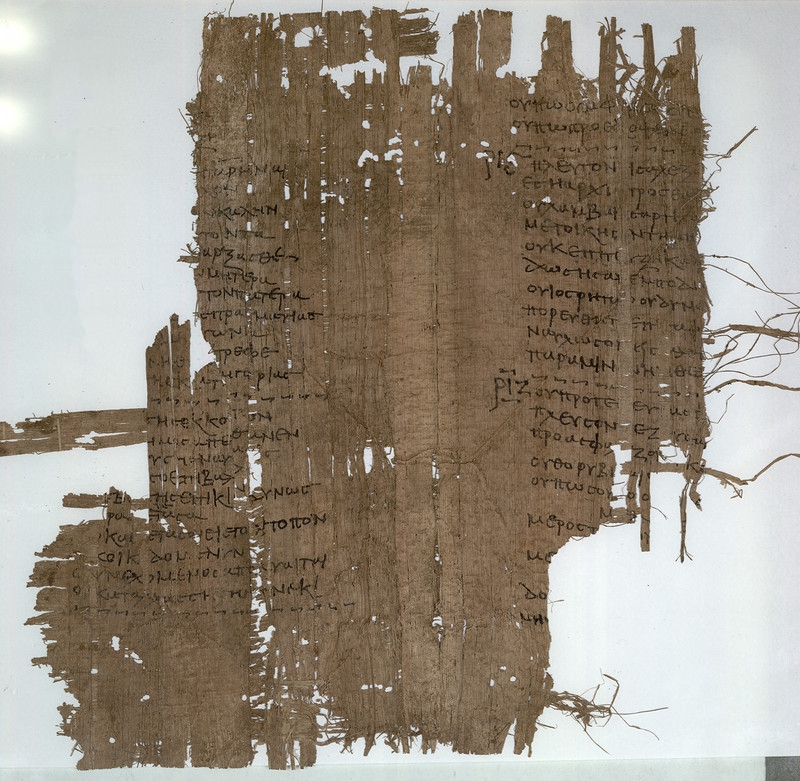
«Sortes Astrampsychi», фрагмент папирусного текста III—VI веков н. э.

Рукописи приписывают Астрампсиху большое количество сохранившихся до нашего времени произведений:
- «Sortes Astrampsychi»[англ.]. Оракулы Астрампсиха были популярными греко-римскими гаданиями, которые приписывались Астрампсиху. Спрашивающий сначала выбирал из списка заранее написанных вопросов тот, который собирался задать; затем, призывая божественное вдохновение, он выбирал имя авторитета, которому адресовал выбранный вопрос; после этого он мог выбрать один из десяти возможных ответов данного авторитета.

Известный текст состоит из тринадцати папирусных фрагментов III—VI веков н. э., а также из византийских рукописей, которые датируются XIV—XVI веками. Византийские тексты добавляют христианские религиозные элементы. В предисловии к оракулам автор, называя себя «Астрампсихом из Египта» и обращаясь к царю Птолемею, утверждает, что книга была на самом деле изобретением Пифагора-философа, и утверждает, что царь Александр Македонский правил миром, используя эти тексты.
- Книга по исцелению ослов (в частности, этот трактат приписывает Астрампсиху византийская средневековая энциклопедия Суда[1]).
- «Сонник Астрампсиха» — руководство для интерпретации снов, этот небольшой текст был опубликован Ольгой Смыкой в переводе на русский язык[4].
- Трактат о значении камней для использования в астрологии.
- Книга по геомантии.
- Книга по любовным чарам.

## Публикации произведений
Первый английский перевод «Оракулов Астрампсиха» Рендала Стюарта и Кеннета Моррелла был опубликован в 1998 году в антологии древнегреческой популярной литературы; редактор издания Уильям Хансен написал введение об истории документа и попытался осуществить реконструкцию инструкции по его использованию. В 2006 году издание греческого текста с немецким переводом Кая Бродерсена было опубликовано под названием «Astrampsychos: Das Pythagoras-Orakel».